# Bang Khun Kong
Bang Khun Kong (tiếng Thái: บางขุนกอง, phát âm [bāːŋ kʰǔn kɔ̄ːŋ]) là một trong chín phó huyện (tambon) của huyện Bang Kruai, ở tỉnh Nonthaburi, Thái Lan. Phó quận xung quanh (theo chiều kim đồng hồ) là Bang Krang, Bang Khanun, Maha Sawat và Bang Khu Wiang. Vào năm 2020 tổng dân số ở đây là 11.171 người.

## Phân cấp hành chính

### Hành chính trung tâm
Phó huyện được chia thành 6 làng (muban).
| No. | Tên                       | Tiếng Thái      |
| --- | ------------------------- | --------------- |
| 01. | Ban Khlong Bang Khun Kong | บ้านคลองบางขุนกอง |
| 02. | Ban Wat Song Phlu         | บ้านวัดซองพลู      |
| 03. | Ban Wat Thai Charoen      | บ้านวัดไทยเจริญ    |
| 04. | Ban Bang Nai Krai         | บ้านบางนายไกร    |
| 05. | Ban Wat Utthayan          | บ้านวัดอุทยาน      |
| 06. | Ban Khlong Bang Rao Nok   | บ้านคลองบางราวนก |

### Hành chính địa phương
Toàn bộ khu vực phó huyện được bảo phủ bởi tổ chức hành chính phó huyện Bang Khun Kong (tiếng Thái: องค์การบริหารส่วนตำบลบางขุนกอง).